# SNK女傑狂熱大亂鬥
《SNK女傑狂熱大亂鬥》是SNK公司出品的跨界格鬥遊戲，於2018年9月6日在日本PlayStation 4和任天堂Switch平台發行。

## 遊戲系統
遊戲採用2對2格鬥模式，對戰角色為SNK遊戲中的女性角色。隊伍中兩人分別負責攻擊和支援，攻擊手負責前台作戰，支援手在後方使用道具支援己方或妨礙對手。當對方體力值下降到一定程度時，使用特殊技能擊中對手即可獲勝。玩家可以為角色自訂裝飾和造型，遊戲的日版支援簡體中文與繁體中文。

## 登場人物
本作品主要登場人物以拳皇XIV為主，其中異世界隊和官方招待隊是唯二全體登場的隊伍。
當中亦有如夏爾美等舊有角色再次登場。

### 初期
- 麻宮雅典娜（ATHENA ASAMIYA）

- 古娜・戴雅門度（KULA DIAMOND）

- 不知火舞（MAI SHIRANUI）

- 娜可露露（NAKORURU）

- 莉安娜・海頓（LEONA HEIDERN）

- 坂崎百合（YURI SAKAZAKI）

- 夏爾美（SHERMIE）

- 希爾薇・波拉・波拉（SYLVIE PAULA PAULA）

- 瑟琳娜（ZARINA）

- 戀心（LOVE HEART）

- 美杏（MIAN）

- 梁（LUONG）

- 蜜蜜（MUIMUI）

- 泰瑞·柏格（TERRY BOGARD）（女性化）

### DLC
- 怪盜亞瑟（乖离性百萬亞瑟王角色）
- 骷髏俠（Fighting EX Layer角色.女性化）（英语：Fighting Layer）
- X小姐（八神庵.女性化）
- 貞德（SNK作品-世界英雄角色）（英语：World Heroes）

### 最終头目
- 库克里

## 外部連結
- 官方网站 （日語）